# Danielle King
Danielle King (Southampton, Hampshire, 21 de novembre de 1990) és una ciclista britànica especialista en persecució. Campiona del món diversos cops, va aconseguir una medalla d'or als Jocs Olímpics de Londres. Actualment milita a l'equip Cylance.

## Palmarès
- 2009
  -  Campiona nacional en Madison (amb Alexandra Greenfield)
- 2010
  -  Campiona nacional en Persecució per equips (amb Sarah Storey, i Alexandra Greenfield)
- 2011
  -  Campiona del món de persecució per equips (amb Wendy Houvenaghel i Laura Trott)
  -  Campiona d'Europa en Persecució per equips (amb Laura Trott i Joanna Rowsell)
  -  Campiona d'Europa sub-23 en Persecució per equips (amb Laura Trott i Katie Colclough)
  -  Campiona nacional en Persecució per equips
- 2012
  -  Medalla d'or als Jocs Olímpics de Londres en Persecució per equips (amb Laura Trott i Joanna Rowsell)
  -  Campiona del món de persecució per equips (amb Joanna Rowsell i Laura Trott)
- 2013
  -  Campiona del món de persecució per equips (amb Elinor Barker i Laura Trott)
  -  Campiona d'Europa en Persecució per equips (amb Laura Trott, Elinor Barker, Katie Archibald i Joanna Rowsell)
  -  Campiona nacional en Madison (amb Laura Trott)
  -  Campiona nacional en Persecució per equips (amb Laura Trott, Elinor Barker, i Joanna Rowsell)
- 2014
  -  Campiona nacional en Persecució per equips (amb Laura Trott, Elinor Barker, i Joanna Rowsell)

### Resultats a laCopa del Món
- 2011-2012
  - 1a a Londres, en Persecució per equips
- 2012-2013
  - 1a a Glasgow, en Persecució per equips
- 2013-2014
  - 1a a Manchester i Aguascalientes, en Persecució per equips